# Chodov (powiat Karlowe Wary)
Chodov – wieś i gmina w Czechach, w powiecie Karlowe Wary, w kraju karlowarskim. Według danych z dnia 1 stycznia 2013 liczyła 116 mieszkańców.